# Jolof Darreh
Jolof Darreh (persiska: جلف درّه) är en ort i Iran.   Den ligger i provinsen Nordkhorasan, i den nordöstra delen av landet, 600 km öster om huvudstaden Teheran. Jolof Darreh ligger 1 131 meter över havet och antalet invånare är 204.
Terrängen runt Jolof Darreh är huvudsakligen lite kuperad. Jolof Darreh ligger nere i en dal. Runt Jolof Darreh är det ganska glesbefolkat, med 27 invånare per kvadratkilometer. Närmaste större samhälle är Rāz, 9,1 km öster om Jolof Darreh. Trakten runt Jolof Darreh består i huvudsak av gräsmarker.